# Велика Дренова
Велика Дренова је насеље у општини Трстеник, у Расинском округу, у Србији. Према попису из 2011. има 2.363 становника, 2022. било је 2.026 становника (према попису из 1991. било је 2.959 становника). До 1965. ово насеље је било седиште Општине Велика Дренова коју су чинила насељена места: Божуревац, Мала Дренова, Мала Сугубина, Медвеђа, Мијајловац, Милутовац, Пољна, Риљац, Рујишник, Селиште, Страгари (тада под званичним именом Страгаре), Велика Дренова (сада у општини Трстеник), Бела Вода, Брајковац, Каменаре, Коморане, Коњух, Лазаревац и Љубава (сада у општини Крушевац).
У Великој Дренови рођен је српски писац и академик Добрица Ћосић, први председник СР Југославије као и први доктор наука педијатрије у старој Југославији Др Радоје Кошаревић.

## Историја
Иако има доказа да је човек на територији Велике Дренове живео још у праисторији, насеље са називом Дренова помиње се први пут у повељи коју је 1429. године деспот Ђурађ Бранковић издао великом челнику Радичу Поступовићу.
До Другог српског устанка Велика Дренова се налазила у саставу Османског царства. Након Другог српског устанка Велика Дренова улази у састав Кнежевине Србије и административно је припадала Јагодинској нахији и Левачкој кнежини све до 1834. године када је Србија подељена на сердарства.
Указом Краља од 28. децембра 1922. године насеље је добило статус варошице.
Овде се налази Манастир Велика Дренова.

## Порекло становништва
Староседелачке породице су: Ћосићи, Чуљићи, Радићи, Драганци, Максићи, Тодоровићи, Трипковићи, Кошаревићи и Вукојевићи.
Према пореклу ондашње становништво Велике Дренове из 1905. године, може се овако распоредити:
- Староседелаца има 5 породице са 60 кућа.
- Из шире околине има 13 породице са 156 кућа.
- Из Срема има 3 породице са 46 кућа.
- Из Топлице има 7 породице са 45 кућа.
- Из околине Сврљига има 4 породице са 38 кућа.
- Из Босне има 1 породица са 24 куће.
- Косовско-метохијских досељеника има 2 породице са 22 куће.
- Из Жупе има 3 породице са 20 кућа.
- Из Македоније има 1 породица са 14 кућа.
- Из Врањског краја има 1 породица са 5 кућа.
- Непознате старине има 1 породица са 5 кућа.
- Из Старе Србије има 1 породица са 2 куће. (подаци датирају из 1905. године)[2]

## Демографија
У насељу Велика Дренова живи 2.258 пунолетних становника, а просечна старост становништва износи 44,9 година (42,6 код мушкараца и 47,2 код жена). У насељу има 812 домаћинстава, а просечан број чланова по домаћинству је 2,91.
Ово насеље је великим делом насељено Србима (према попису из 2002. године), а у последња три пописа, примећен је пад у броју становника.
|  |

| Демографија | Демографија | Демографија |
| Година      | Становника  | Становника  |
| ----------- | ----------- | ----------- |
| 1948.       | 3.181       |             |
| 1953.       | 3.196       |             |
| 1961.       | 3.314       |             |
| 1971.       | 3.217       |             |
| 1981.       | 3.154       |             |
| 1991.       | 2.959       | 2.952       |
| 2002.       | 2.719       | 2.797       |
| 2011.       | 2.363       |             |

| Етнички састав према попису из 2002.‍ | Етнички састав према попису из 2002.‍ | Етнички састав према попису из 2002.‍ | Етнички састав према попису из 2002.‍ | Етнички састав према попису из 2002.‍ |
| ------------------------------------ | ------------------------------------ | ------------------------------------ | ------------------------------------ | ------------------------------------ |
|                                      |                                      |                                      |                                      |                                      |
| Срби                                 | Срби                                 |                                      | 2.671                                | 98,23%                               |
| Роми                                 | Роми                                 |                                      | 12                                   | 0,44%                                |
| Македонци                            | Македонци                            |                                      | 8                                    | 0,29%                                |
| Југословени                          | Југословени                          |                                      | 5                                    | 0,18%                                |
| Бугари                               | Бугари                               |                                      | 2                                    | 0,07%                                |
| Црногорци                            | Црногорци                            |                                      | 1                                    | 0,03%                                |
| Хрвати                               | Хрвати                               |                                      | 1                                    | 0,03%                                |
| Мађари                               | Мађари                               |                                      | 1                                    | 0,03%                                |
| Буњевци                              | Буњевци                              |                                      | 1                                    | 0,03%                                |
| непознато                            | непознато                            |                                      | 15                                   | 0,55%                                |

| Велика Дренова у пописима Јагодинске нахије — од 1818. до 1829.                   |       |       |       |       |       |       |          |       |       |       |       |       |
| Година пописа                                                                     | 1818. | 1819. | 1820. | 1821. | 1822. | 1823. | 1824/25. | 1825. | 1826. | 1827. | 1828. | 1829. |
| Куће                                                                              | 169   | 177   | 170   | 122   | 117   | 133   | 140      | 141   | 148   | 153   | 154   | 158   |
| Пореске главе*                                                                    | -     | 185   | 196   | 139   | 151   | 163   | 177      | 170   | 167   | 176   | 182   | 187   |
| Арачке главе**                                                                    | 381   | 444   | 440   | 325   | 332   | 338   | 368      | 367   | 392   | 386   | 395   | 398   |
| *Пореске главе = Ожењени мушкарци \| ** Арачке главе = Мушкарци од 7 до 70 година |       |       |       |       |       |       |          |       |       |       |       |       |

| \| \| м \| \| \| ж \| \| ? \| 9 \| \| \| 11 \| \| 80+ \| 29 \| \| \| 63 \| \| 75—79 \| 54 \| \| \| 89 \| \| 70—74 \| 71 \| \| \| 114 \| \| 65—69 \| 86 \| \| \| 94 \| \| 60—64 \| 85 \| \| \| 87 \| \| 55—59 \| 61 \| \| \| 66 \| \| 50—54 \| 125 \| \| \| 91 \| \| 45—49 \| 123 \| \| \| 128 \| \| 40—44 \| 91 \| \| \| 106 \| \| 35—39 \| 58 \| \| \| 69 \| \| 30—34 \| 61 \| \| \| 73 \| \| 25—29 \| 88 \| \| \| 82 \| \| 20—24 \| 78 \| \| \| 89 \| \| 15—19 \| 103 \| \| \| 78 \| \| 10—14 \| 59 \| \| \| 62 \| \| 5—9 \| 68 \| \| \| 55 \| \| 0—4 \| 56 \| \| \| 57 \| \| Просек : \| 41,9 \| \| \| 45,2 \| |      |  |  |      |
| |      |  |  |      |
| | м    |  |  | ж    |
| ? | 9    |  |  | 11   |
| 80+ | 29   |  |  | 63   |
| 75—79 | 54   |  |  | 89   |
| 70—74 | 71   |  |  | 114  |
| 65—69 | 86   |  |  | 94   |
| 60—64 | 85   |  |  | 87   |
| 55—59 | 61   |  |  | 66   |
| 50—54 | 125  |  |  | 91   |
| 45—49 | 123  |  |  | 128  |
| 40—44 | 91   |  |  | 106  |
| 35—39 | 58   |  |  | 69   |
| 30—34 | 61   |  |  | 73   |
| 25—29 | 88   |  |  | 82   |
| 20—24 | 78   |  |  | 89   |
| 15—19 | 103  |  |  | 78   |
| 10—14 | 59   |  |  | 62   |
| 5—9 | 68   |  |  | 55   |
| 0—4 | 56   |  |  | 57   |
| Просек : | 41,9 |  |  | 45,2 |

| Година пописа     | 1948. | 1953. | 1961. | 1971. | 1981. | 1991. | 2002. |
| ----------------- | ----- | ----- | ----- | ----- | ----- | ----- | ----- |
| Број домаћинстава | 668   | 684   | 778   | 815   | 798   | 776   | 812   |

| Број чланова      | 1   | 2   | 3   | 4   | 5  | 6  | 7  | 8  | 9 | 10 и више | Просек |
| ----------------- | --- | --- | --- | --- | -- | -- | -- | -- | - | --------- | ------ |
| Број домаћинстава | 155 | 172 | 129 | 141 | 95 | 70 | 32 | 14 | 2 | 2         | 3,35   |

| Пол    | Укупно | Неожењен/Неудата | Ожењен/Удата | Удовац/Удовица | Разведен/Разведена | Непознато |
| ------ | ------ | ---------------- | ------------ | -------------- | ------------------ | --------- |
| Мушки  | 1.122  | 273              | 758          | 64             | 27                 | 0         |
| Женски | 1.240  | 200              | 765          | 239            | 31                 | 5         |
| УКУПНО | 2.362  | 473              | 1.523        | 303            | 58                 | 5         |

| Пол    | Укупно                    | Пољопривреда, лов и шумарство | Рибарство                            | Вађење руде и камена | Прерађивачка индустрија       |
| ------ | ------------------------- | ----------------------------- | ------------------------------------ | -------------------- | ----------------------------- |
| Мушки  | 660                       | 425                           | 0                                    | 0                    | 124                           |
| Женски | 468                       | 280                           | 0                                    | 0                    | 76                            |
| Укупно | 1.128                     | 705                           | 0                                    | 0                    | 200                           |
|        |                           |                               |                                      |                      |                               |
| Пол    | Производња и снабдевање   | Грађевинарство                | Трговина                             | Хотели и ресторани   | Саобраћај, складиштење и везе |
| Мушки  | 1                         | 10                            | 31                                   | 3                    | 8                             |
| Женски | 1                         | 0                             | 36                                   | 7                    | 3                             |
| Укупно | 2                         | 10                            | 67                                   | 10                   | 11                            |
|        |                           |                               |                                      |                      |                               |
| Пол    | Финансијско посредовање   | Некретнине                    | Државна управа и одбрана             | Образовање           | Здравствени и социјални рад   |
| Мушки  | 4                         | 12                            | 10                                   | 13                   | 6                             |
| Женски | 1                         | 6                             | 8                                    | 21                   | 23                            |
| Укупно | 5                         | 18                            | 18                                   | 34                   | 29                            |
|        |                           |                               |                                      |                      |                               |
| Пол    | Остале услужне активности | Приватна домаћинства          | Екстериторијалне организације и тела | Непознато            | Непознато                     |
| Мушки  | 2                         | 0                             | 0                                    | 11                   | 11                            |
| Женски | 3                         | 0                             | 0                                    | 3                    | 3                             |
| Укупно | 5                         | 0                             | 0                                    | 14                   | 14                            |